# Ti spiace se bacio mamma?
Ti spiace se bacio mamma? è un film italiano del 2003, diretto da Alessandro Benvenuti e interpretato da lui stesso, da Natasha Stefanenko e da Arnoldo Foà.

## Trama
Lena (Natasha Stefanenko), immigrata in Italia dall'Ucraina, arriva come un terremoto a sconvolgere gli equilibri della famiglia di Sandro (Alessandro Benvenuti), avvocato e scapolone. La nuova avvenente colf risveglia gli istinti sopiti di Renato (Arnoldo Foà), padre settantacinquenne di Sandro, spingendo le tre sorelle – Lorenza, Loriana, e Loretta – a sospettare della buona fede della donna e a indagare sulla sua vita. Le tre faranno di tutto per far passare per un avvoltoio Lena (che, di suo, nasconde un segreto), ma Sandro non si lascia abbindolare.

## Critica
"Finalmente una commedia ariosa, semplice, garbata. Benvenuti torna alla regia a cinque anni da I miei più cari amici con una formula infallibile, è vero, ma certamente bisognosa per dare il meglio di una mano leggera e aggraziata come si dimostra la sua. Sandro (Benvenuti stesso) è un avvocato ben sistemato ma oppresso da una famiglia d’origine pesantemente condizionante: una pletora d’invadenti sorelle, un padre che ha fatto il comodo suo fino agli attuali 80 ben portati (Arnoldo Foà praticamente replica la stessa performance di vecchio signore indegno del film di Scola). Risultato, Sandro non riesce a prendersi la propria felicità né a esprimere la propria virilità. Combinazione vuole che gli giri per casa un’invidiabile colf di nome Lena interpretata da Natasha Stefanenko. Peraltro avvocato pure lei, nel suo paese slavo d’origine. Tutto ruota attorno alla rognosa vicenda testamentaria di quella che era stata la migliore amica della defunta mamma di Sandro. Lena s’improvviserà sua assistente, aiutandolo a cavarsi dagli impicci provocati dai litigiosissimi eredi. Ma non solo, va da sé. Tra i due scocca la scintilla, e tra equivoci e timidezze si prepara un finalino romantico che ben si adatta alle corde impacciate dell’attore-autore toscano, raro esempio elegante di una comicità regionale solitamente greve, e dispensatore di eccellenti battute non da osteria o da caserma come è invece pane quotidiano dei suoi compaesani specialmente più giovani."
(Paolo D'Agostini, la Repubblica, 8 novembre 2003)